# Lehké metro v Istanbulu

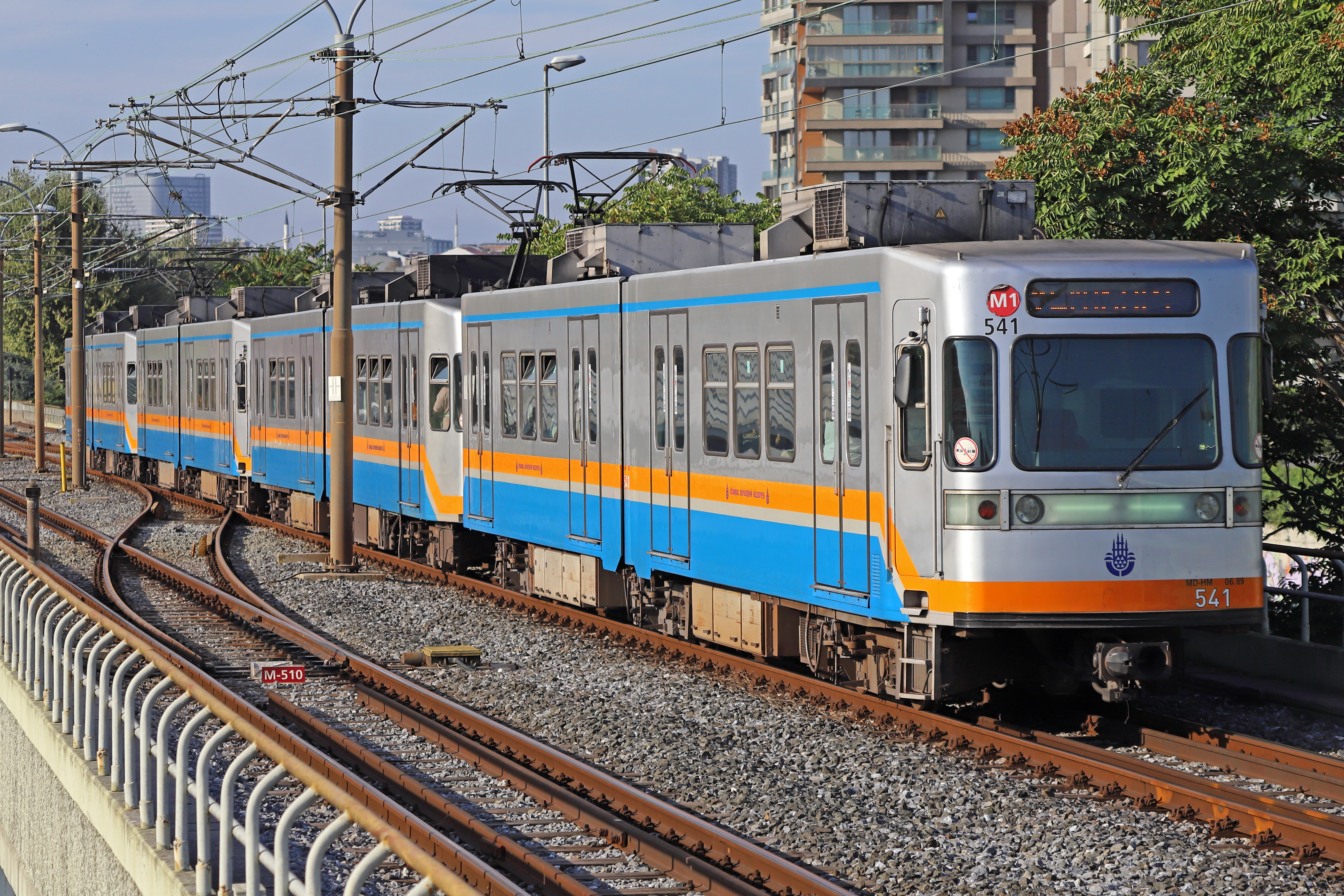
Lehké metro v Istanbulu (linka M1)

Lehké metro v Istanbulu (turecky Hafif raylı sistem) má jednu větvící se linku, obsluhující západní část města. Je provozovaná společností İstanbul Ulaşim A. Ş.

## Vznik a vývoj
První úsek lehkého metra byl otevřen 3. září 1989 mezi stanicemi Aksaray a Karaltepe, hlavním účelem bylo spojit západně ležící čtvrti města s jejich centrem. Do roku 1995 byla trať prodloužena do stanice Yenibosna. 20. prosince 2002 se linka prodloužila dále západním směrem, a to i na Atatürkovo letiště. Celkem má síť nyní 18 stanic, z toho šest podzemních a tři nadzemní na trase dlouhé 19,3 km. V roce 2006 je ve výstavbě větev současné trasy, vybíhá ze stanice Otogar a její konečnou bude Mahmutbey. Po dokončení prodloužení klasického metra do stanice Aksaray v centru města bude možný i přestup mezi oběma systémy veřejné dopravy.

## Charakter provozu
Systém je konstruovaný jako oddělený od ostatní dopravy, 4,4 km z jeho sítě vedou pod zemí. Denně přepraví metro 200 000 cestujících, v provozu je 37 vlaků. Výstavba trati do současné podoby stála 55 milionů USD. 

## Stanice v současnosti v provozu
M1A / M1B
- Yenikapı: (M2) (Marmaray) (İDO)
- Aksaray: (T1)
- Emniyet - Fatih
- Topkapı - Ulubatlı: (T4)
- Bayrampaşa - Maltepe
- Sağmalcılar
- Kocatepe
- Otogar (Coach Station)

M1A
- Terazidere
- Davutpaşa - YTÜ
- Merter: (Metrobus)
- Zeytinburnu: (T1) (Metrobus)
- Bakırköy - İncirli
- Bahçelievler: (Metrobus)
- Ataköy - Şirinevler: (Metrobus)
- Yenibosna

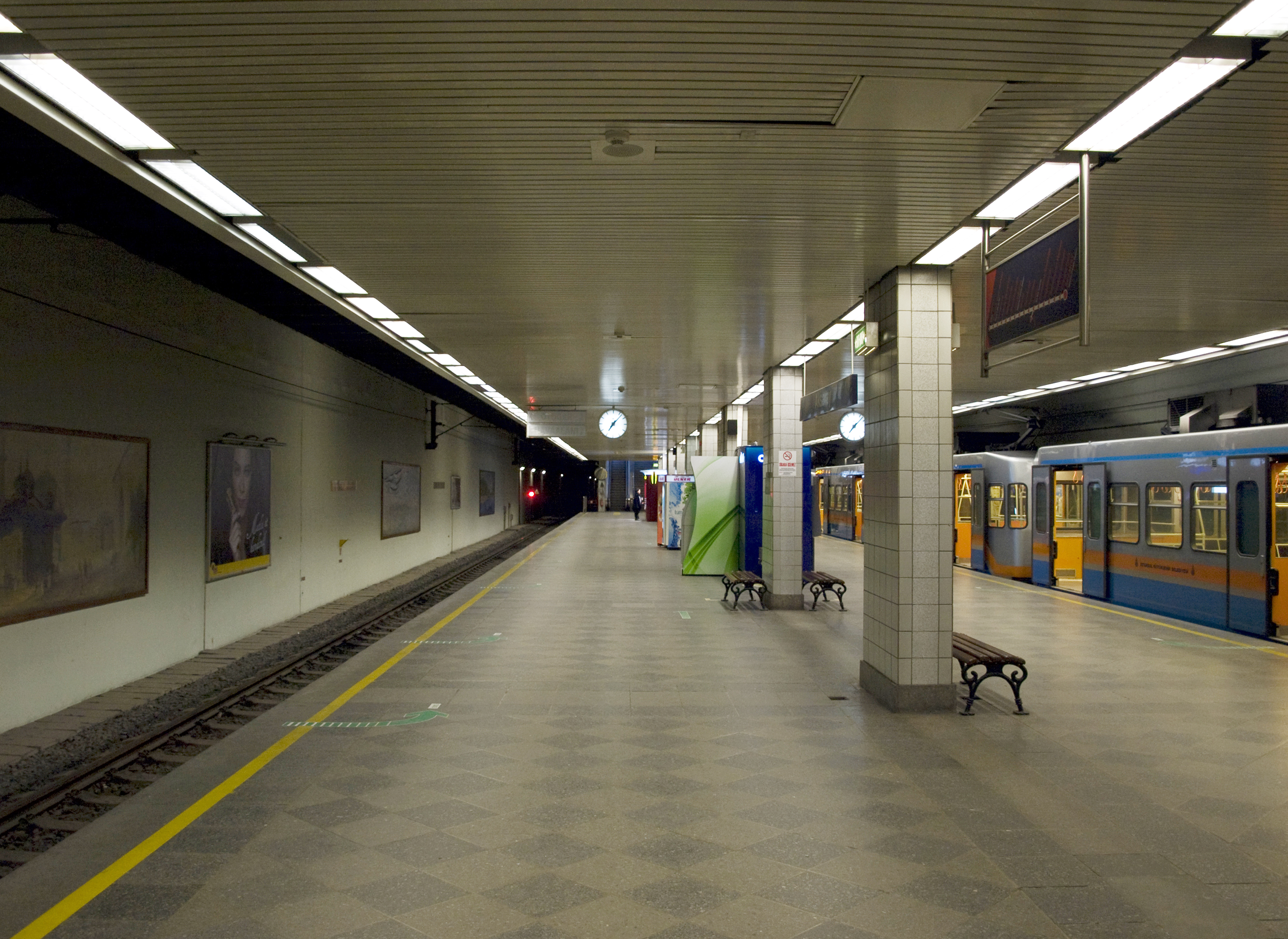
Stanice Aksaray

- DTM - İstanbul Fuar Merkezi (Expo Center)
- Atatürk Havalimanı (Airport)

M1B
- Esenler
- Menderes
- Üçyüzlü
- Bağcılar - Meydan: (T1)
- Kirazlı: (M3)